# Goera antigone
Goera antigone är en nattsländeart som beskrevs av Malicky och Chantaramongkol 1997. Goera antigone ingår i släktet Goera och familjen grusrörsnattsländor. Inga underarter finns listade i Catalogue of Life.